# 泰德·西蒙斯
泰德·萊恩·西蒙斯（英語：Ted Lyle Simmons，1949年8月9日—），為美國職棒大聯盟的捕手，生涯曾效力過紅雀、釀酒人與勇士等隊。西蒙斯被認為是大聯盟打擊最出色的捕手之一，但那時紅人隊的強尼·班奇各項數據都屬當代捕手頂尖，因此西蒙斯的表現時常被大眾忽略。
西蒙斯在退休時是大聯盟捕手的安打王和二壘安打王。他在2019年12月入選名人堂，紅雀在2021年7月31日將他的23號球衣退休，還為他建立一座雕像。

## 職業生涯
西蒙斯在1967年於高中畢業，並隨即投入選秀。他在選秀會上於首輪第10順位被紅雀選走。1968年，年僅18歲的西蒙斯登上大聯盟，不過這年紅雀正在爭奪聯盟冠軍，因此身為新秀的西蒙斯僅出賽2場比賽。1970年，他和喬·托瑞輪流擔任先發捕手。1971年，托瑞被球隊任命為三壘手，並讓西蒙斯成為主力捕手。這年他繳出3成04的打擊率，並打回77分打點。最後他在MVP票選上拿下第16名，球隊拿下國聯東區第二名。
1972年。西蒙斯首度入選明星賽。這年他的打擊率為3成03，並敲出16轟與96分打點，打破Walker Cooper豎立的隊史捕手單季打點紀錄和成為隊史單季捕手全壘打王。 在防守方面，這年他的守備率高達9成91。雖然球隊戰績不佳，但西蒙斯仍在MVP票選上拿下第10名。1973年，西蒙斯的打擊率為3成10，並敲出13轟與91分打點。他再度入選明星賽，球隊也再次拿下分區第二。
1975年，西蒙斯繳出生涯新高的3成35打擊率，並敲出18轟與100分打點。他單季敲出188支安打成為國聯史上單季敲出最多安打的捕手。他在這年成為國聯明星賽先發，終止強尼·班奇的連續9場明星賽擔任先發捕手的紀錄。最後他在MVP票選上拿下第6名。1980年，他的打擊率為3成03，並敲出21轟與98分打點，幫助他拿下史上首座捕手銀棒獎。然而球季中總教練因為想讓西蒙斯擔任一壘手遭到拒絕，使得雙方發生嫌隙。最後球隊將西蒙斯、羅利·芬格斯和Pete Vuckovich交易到釀酒人，換來Sixto Lezcano、Lary Sorensen、Dave LaPoint和David Green。
西蒙斯在轉戰美聯的第一個賽季表現並不好，整季打擊率僅2成16。1982年，他成功觸底反彈，繳出2成69的打擊率，並敲出23轟與97分打點。釀酒人最後晉級季後賽，並在聯盟冠軍賽擊敗天使。西蒙斯在世界大賽上遭遇前東家紅雀，並在系列賽敲出2轟，但最後球隊以3勝4敗輸球。1983年，他的打擊率為3成08，並敲出13轟與108分打點。1984年，西蒙斯的打擊率只有2成21，但隔年上升至2成73，並打回76分打點。1986年3月，他被交易到勇士，主要擔任代打和工具人，最後他在1988年退休。

## 生涯打擊成績
| 出賽次數 | 打席 | 打數 | 得分 | 安打 | 二安 | 三安 | 全壘打 | 打點 | 盜壘 | 保送 | 三振 | 打擊率 | 上壘率 | 長打率 | OPS  |
| -------- | ---- | ---- | ---- | ---- | ---- | ---- | ------ | ---- | ---- | ---- | ---- | ------ | ------ | ------ | ---- |
| 2456     | 9685 | 8680 | 1074 | 2472 | 483  | 48   | 248    | 1389 | 21   | 855  | 694  | .285   | .348   | .437   | .785 |

## 名人堂票選
西蒙斯在1994年首度獲得名人堂票選資格，但他在第一年的得票率未達5%。2017年12月，西蒙斯透過資深選手委員會的引薦再次叩關名人堂，卻只差一票和名人堂擦身而過。2019年12月，西蒙斯第三次挑戰票選。這次他終於成功入選，而入選典禮因為COVID-19疫情肆虐而延後到2021年舉辦。

## 外部連結
- 球員資訊和成績在MLB，ESPN，Retrosheet ，Baseball Reference ，Baseball Reference (Minors) ，Fangraphs ，The Baseball Cube （英文）
- 泰德·西蒙斯在台灣棒球維基館上的頁面（繁體中文）